# Chris Riley
Chris J. Riley (født 8. december 1973 i San Diego, Californien, USA) er en amerikansk golfspiller, der (pr. september 2010) står noteret for én sejr på PGA Touren. Hans bedste resultat i en Major-turnering er en 3. plads ved US PGA Championship i 2002.
Riley repræsenterede i 2006 det amerikanske hold ved Ryder Cupen. Holdet tabte dog klart til Europa. 

## Sejre på PGA Touren
- 2002: Reno-Tahoe Open